# Baia di Tampa

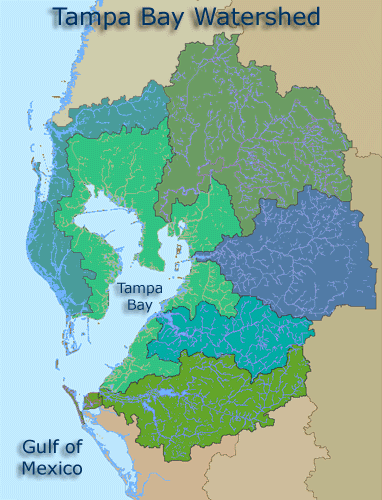
Bacini idrografici della baia

Il golfo di Tampa o baia di Tampa (in inglese: Tampa Bay) è un largo porto naturale ed estuario lungo il golfo del Messico, sulla costa occidentale-centrale della Florida.
La città principale della baia è Tampa.
"Tampa Bay" dà il nome ad alcune squadre sportive professionistiche locali: Tampa Bay Buccaneers, Tampa Bay Lightning, Tampa Bay Rays, e Tampa Bay Rowdies.

## Trasporti

### Porti
Sulla baia di Tampa sorgono alcuni porti:
- Porto di Tampa, il 16° negli Stati Uniti per tonnellaggio e il primo in Florida
- Port Tampa, porto nella parte estrema di sudovest della città di Tampa
- Port Manatee, situato all'ingresso della baia, noto per le sue acque profonde
- Porto di St. Petersburg, sito nella città di Saint Petersburg è utilizzato da navi di crociera, grossi yacht ed è base locale della Guardia costiera

### Ponti
La baia è attraversata da 6 ponti:
- Sunshine Skyway Bridge, lungo 6,67 km e costruito nel 1954, connette Saint Petersburg con Bradenton
- Gandy Bridge, lungo 4,5 km e costruito nel 1924, è il ponte più a sud della baia e connette le città di Saint Petersburg con Tampa. È stato demolito e ricostruito più volte, l'ultima ricostruzione è del 1997.
- Howard Frankland Bridge, lungo circa 4,8 km e aperto nel 1960 collega anch'esso le città di Saint Petersburg e Tampa.
- Courtney Campbell Causeway, lungo circa 15,9 km e aperto nel 1934, è parte integrante della strada statale n. 60 e collega la città di Tampa con quella di Clearwater
- Bayside Bridge, aperto nel 1993, collega le città di Clearwater e di Largo
- Ponte della Strada statale 41, aperto nel 1926, attraversa la baia interna di McKay

### Aeroporti
Alcuni aeroporti sono operativi lungo la zona della baia:
- Albert Whitted Airport, sul lato occidentale della baia, vicino a Saint Petersburg
- Peter O. Knight Airport, sulle Isole Davis, a 5 km dal centro di Tampa
- Aeroporto Internazionale di Tampa, a 11 km a est del centro di Tampa
- Aeroporto Internazionale di St. Petersburg-Clearwater, aeroporto che serve le città di Saint Petersburg e Clearwater; si trova a 9 miglia a nord della prima e a 7 miglia a sudest della seconda

Inoltre, a poco più di 6 km a sud-sudovest di Tampa, c'è l'aeroporto militare della base dell'United States Air Force di McDill.